# Cardigan (pjesma Taylor Swift)
"Cardigan" (stilizirano cardigan) je pjesma američke kantautorice Taylor Swift s njezinog osmog studijskog albuma Folklore (2020.). Pjesma je objavljena je 23. srpnja 2020. kao prvi singl s albuma te je u isto vrijeme objavljen i spot za pjesmu. Swift je pjesmu najavila u poslijepodnevnim satima 23. srpnja, samo par minuta nakon što je najavila svoj osmi studijski album Folklore. Pjesmu su napisali Swift i Aaron Dessne koji ju je i producirao.
Riječ je o Swift kako pjeva o utješnoj romansi izgubljenoj u sjećanjima, iz perspektive žene po imenu Betty, jedne od mnogih izmišljenih likova pripovijedanih u folkloru. Pjesma je dobila ocjenu kritike, s pohvalama prema pjesničkom pisanju pjesama i opuštenom zvuku. Na 63. godišnjoj dodjeli Grammy, "Cardigan" je nominiran za pjesmu godine i najbolju pop solo izvedbu. Po izlasku, pjesma je debitirala na prvom mjestu globalne ljestvice pjesama Spotify, primivši preko 7.742 milijuna streamova, prikupivši najveći dan otvorenja pjesme ženske umjetnice u 2020. Prateći glazbeni video za pjesmu - napisan, režiran, i u stilu Swifta - objavljen je uz lansiranje albuma 

## Glazbeni video
Glazbeni video za pjesmu, koji je napisala, režirala i oblikovala Swift, je izašao istog dana kada i cijeli album te je snimljen tijekom pandemije COVID-19 uz posebne mjere zaštite. Swift je producirala video zapis.
Video započinje sa Swift koja sjedi u kolibi osvijetljenoj svijećama u šumi, odjevena u spavaćicu i svirajući staromodni klavir. Ova scena također sadrži fotografiju Swiftinog djeda Deana, koji se borio u bitci za Guadalcanal, i sliku koju je naslikala tijekom prvog tjedna izolacije. Swift onda ugleda svjetlost iz klavira i, znatiželjna, ulazi u klavir koji je dovede u preraslu šumu. U klaviru se nalazi voda koja curi preko ruba i stvara slap na litici. opet se pojavljuje svjetlost, ali ovaj put iz stolice na kojoj glazbenica sjedi, i Swift ju slijedi. Swift se odjednom pojavi u uzbrkanoj vodi te se pokušava uhvatiti za klavir. Kada to uspije, ne ispušta ga iz ruku zato što je "glazba jedino što je drži u životu".
Svjetlost se opet pojavi iz klavira i Swift se popne opet u njega i vrati se nazad u kolibu u kojoj je bila na početku. Gleda u kameru koja se približava i video završava. Nakon pet mjeseci, Swift je izbacila novi album pod imenom "evermore" uz pratnju glazbenog videa za glavni singl "willow" čija radnja započinje istim kadrom s kojim je "cardigan" završio.

## Ljestvice
| Ljestvice                  | Najviša pozicija |
| -------------------------- | ---------------- |
| Australija                 | 1                |
| Austrija                   | 46               |
| Belgija                    | 2                |
| Češka                      | 27               |
| Danska                     | 19               |
| Estonija                   | 15               |
| Francuska                  | 138              |
| Hrvatska                   | 27               |
| Irska                      | 4                |
| Japan                      | 94               |
| Kanada                     | 3                |
| Mađarska                   | 29               |
| Novi Zeland                | 2                |
| Norveška                   | 27               |
| Njemačka                   | 67               |
| Portugal                   | 21               |
| Sjedinjene Američke Države | 1                |
| Ujedinjeno Kraljevstvo     | 6                |